# Кіт Сільвестр

Кіт Сільвестр

Сильвестр (англ. Sylvester the Cat) — кіт, анімаційний персонаж із серії «Looney Tunes» і «Merrie Melodies» — мультсеріалів виробництва компанії Warner Brothers. Відомий своїми пригодами в компанії з Кенарем Твіті, в яких він постійно намагається його зловити і з'їсти.

## Біографія
Крім Кенара Твіті, в мультфільмах Сильвестру з волі сценаристів доводитися ганятися за Спіді Гонзалесом і Хіппеті Хоппером. Частими супротивниками Сильвестра в мультфільмах виступають Бабуся (господиня Твіті і Сильвестра) і бульдог Гектор, який сильно заважає здійсненню планів Сильвестра щодо піймання канарки; лише в декількох серіях їм доводиться об'єднувати свої зусилля для якої-небудь значної мети.
Поведінка і натура Сильвестра типові для кота — він ловить мишей і птахів, водить дружбу (як правило) з іншими котами, сторониться собак, іноді шукає їжу в смітті, стереотипно має дев'ять життів. Вельми гордий за своє котяче походження і не соромиться їм хвалитися перед іншим персонажами. У своїх численних спробах піймати Твіті, добути іншу їжу або захистити щось дуже цінне Сильвестр відрізняється цілеспрямованістю і впевненістю в успіху, однак найчастіше зазнає невдачі з різних причин, попри хитрість і витонченість своїх методів. Постійний клієнт поліції.
Розмовляє з дефектом мови (шепелявить і плюється на манер Даффі Дака), часто повторюючи коронну фразу «Sufferin' Succotash».
Має сина, кота Сильвестра Молодшого.

## Походження
Створений режисером і художником-мультиплікатором Фрізом Фрілінгом на студії Warner Brothers, голос і манера мови розроблені Мелом Бланком — актором озвучування, який працював над багатьма мультфільмами студії Ворнер Бразерс і був першим, хто подарував голос Сильвестру. До образу кота були додані червоний ніс і опущений живіт, що робило його образ трохи схожим на клоуна. Цікаво, що до появи Сильвестра Бланк озвучував персонажа на ім'я Сильвестр на одному зі своїх телевізійних виступів, чий голос став в кінцевому підсумку асоціюватися з мультяшним котом.
Перша поява Сильвестра була в мульті Life With Feathers («Життя з пір'ям») (1945), а перший його дебют з пташеням Твіті був у мульті «Tweetie Pie» (1947), який приніс анімаційній кіностудії її перший Оскар і після якого обидва персонажі стали з'являтися разом на екранах набагато частіше.

## Серії
- 1942 «Cat Hep» (старий вигляд)
- 1942 «Double Chaser» (старий вигляд)
- 1945 «Life With Feathers» (новий вигляд)